# Aryeh Kaplan
Aryeh Moshe Eliyahu Kaplan (in ebraico  אריה משה אליהו קפלן‎?; The Bronx, 23 ottobre 1934 – Brooklyn, 28 gennaio 1983), noto studioso ebreo ortodosso, autore di importanti opere nei campi della fisica e della Cabala ebraica.
Kaplan è stato riconosciuto come uno dei più prolifici pensatori dell'Ebraismo moderno, con studi divulgativi in filosofia, Torah, Talmud, misticismo ebraico. Le sue opere sono state spesso lodate per aver riportato alla pratica dell'Ebraismo molti ebrei laici, specie grazie alle sue attività nell'ambito del movimento baal teshuva.

## Opere tradotte in italiano
- Le acque dell'Eden. Il mistero della mikvah. Rinnovamento e rinascita, trad. di Giuseppe Gennarini, Edizioni dehoniane, Roma 1996
- La meditazione ebraica. Una guida pratica, trad. di Vanna Lucattini Vogelmann, Giuntina, Firenze 1996
- Lo shabbat. Giorno di eternità, Centro Culturale Naar Israel, Milano 2009
- Bahir. Libro dell'illuminazione,  traduzione, introduzione e commento al testo originale di Aryeh Kaplan, pref. di Nadav Hadar Crivelli, trad. di Mariavittoria Spina,  Spazio Interiore, Roma 2014 ISBN 978-88-97864-47-9
- Meditazione e kabbalah, trad. di Mariavittoria Spina, Spazio interiore, Roma 2015
- Sefer Yetzirah. Libro della creazione, trad. di Mariavittoria Spina, Spazio interiore, Roma 2016